# Český horský pes
Český horský pes (anglicky Czech mountain dog) je psí plemeno pocházející z Československa, které se začalo šlechtit v 70. letech minulého století. Za základ tohoto plemene byli použiti slovenští čuvači a kříženci několika plemen přivezených z Kanady, kteří byli chováni pro maximální výkon ve spřežení a další plemena.

## Historie
Český horský pes vznikl v bývalém Československu křížením slovenského čuvače a kanadského saňového psa  jménem Leif, dovezeného z Athabasky. Křížení a šlechtění začalo v 70. letech 20. století. V roce 1984 bylo uznáno jako české národní plemeno. Hlavní záměr křížení byl pes vhodný do místních horských podmínek ale i pes vhodný k mushingu. První vrh štěňat se narodil dne 12. srpna 1977 v chovatelské stanici Třeboň – Kopeček.  Narodilo se sedm štěňat. Největší "boom" zažilo toto plemeno v 90. letech 20. století, kdy byli velice žádaní. Dnes je to oblíbené ale téměř neznámé plemeno i pro Českou veřejnost. Dnes se využívá jako domácí mazlíček a lavinový pes.
Zastřešuje je jeden chovatelský klub a to Klub Českého horského psa. Oficiální používaná zkratka je CHP.

## Vzhled

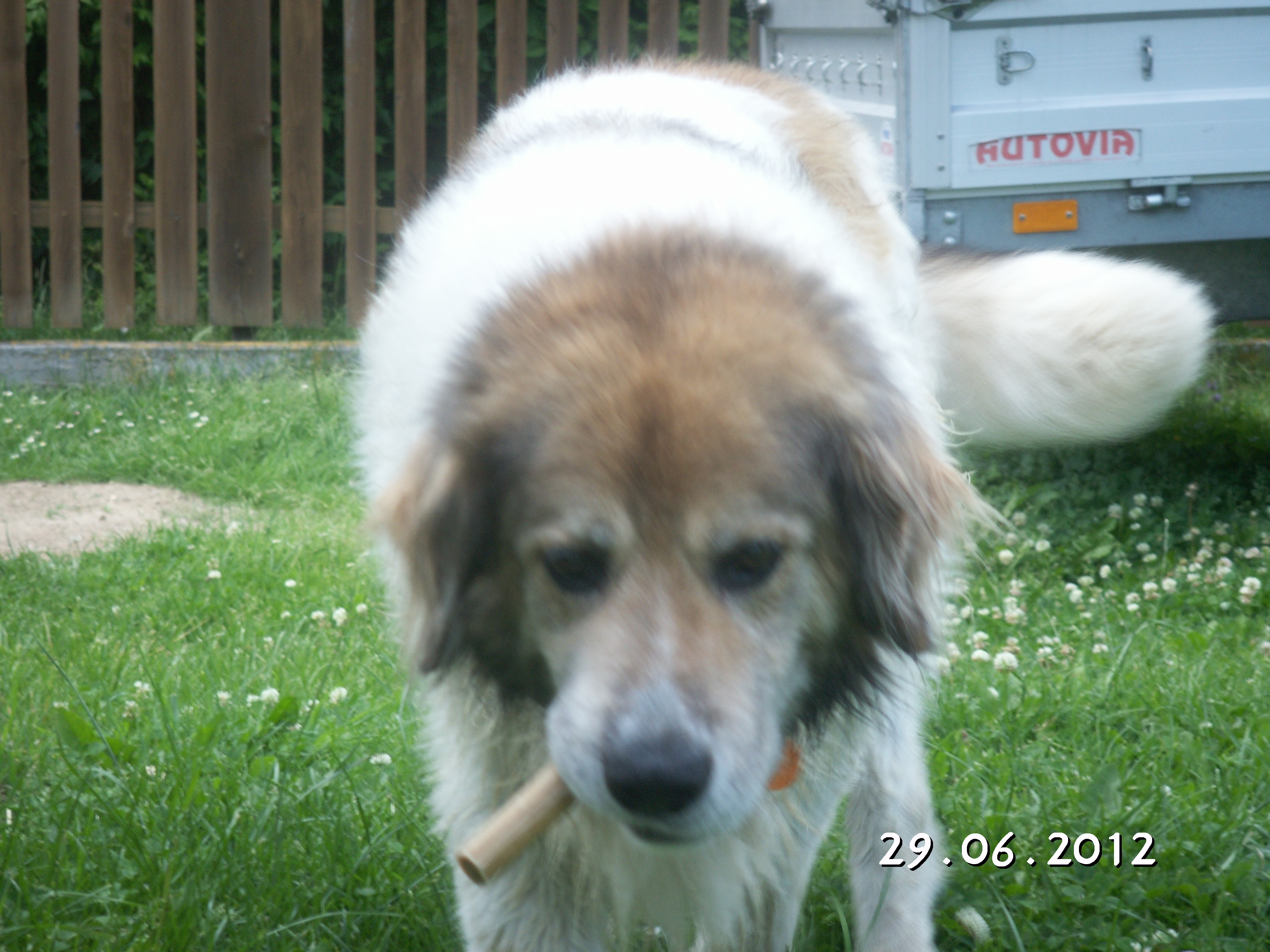

V kohoutku měří 60 až 70 cm, fenka 56 až 66 cm. Váží asi 30 až 40 kg a fenka 26 až 36 kg.
Má černý nos a středně velké, oválné, hnědé oči, které mu dodávají mírný a příjemný výraz. Má silné pysky, pod kterými se ukrývají velké zuby s pravidelným nůžkovým nebo klešťovým skusem. Velké, trojúhelníkové a převislé uši jsou posazené vysoko a daleko od sebe. Krk je středně dlouhý, silný, svalnatý a bez laloku.
Tvar těla je mírně obdélníkový. Hrudník dosahuje k loktům a je dlouhý a oválný. Břicho je mírně vtažené. Bohatě chlupatý ocas má přesně v linii zad. Když je pes v klidu, směřuje ocas dolů. Když se pes rozveselí nebo vzruší, nosí ho nad hřbetem a vypadá jak srp. Hřbet je rovný a pevný. Pohybuje se na rovných, dlouhých a silných nohách s velkými oválnými tlapami.
ČHP má asi 10 cm dlouhou, hustou, rovnou, tvrdší, strakatou srst bílé barvy s hnědými nebo černými skvrnami. Srst je na hlavě a na předních stranách nohou kratší, na zimu zarůstá bohatou podsadou. Hlava je zbarvená celá nebo má bílou lysinu. Skvrny na těle jsou rozmístěny nepravidelně.

## Vlastnosti
Všestranný sportovní a pracovní pes, určený do hor. Je příjemný, přátelský, sebevědomý a živý. Není agresivní. Poměrně snadno se vycvičí. Má rád jak děti, tak ostatní zvířata a psy. Je vhodný pro využití jako záchranář, pastevec, hlídač, aj. Není příliš dominantní. Je hravý a aktivní. K cizím se chová odtažitě, ale po čase si je oblíbí. Je to i dobrý hlídač a na každého nevítaného hosta může reagovat i agresivně v zájmu obrany rodiny.
ČHP se dožívá kolem 11–12 let.

## Základní péče
Nevyžaduje žádnou zvláštní péči, je ale náročný na výchovu a pohyb. Je to živý a energický pes a tak si potřebuje někde vybít svou energii a živost. Proto je vhodnější spíše někam k domu se zahradou, kde bude mít velký výběh. Ze všeho nejraději má práci a dlouhé procházky v přírodě.
Vyžaduje výcvik i výchovu, ty musí být jasné a musí se učit již od štěněte. Musí být vedený pevnou rukou. Hrubé zacházení nemá rád, nejsou vhodné fyzické tresty.

## Chovatelské stanice věnující se chovu
- Artyčok
- Brdský expres
- Dědictví Athabasky
- Rychlá stopa
- SMOLÁRNA